# Liste der Baudenkmäler in Roetgen
Die Liste der Baudenkmäler in Roetgen enthält die denkmalgeschützten Bauwerke auf dem Gebiet der Gemeinde Roetgen im Städteregion Aachen in Nordrhein-Westfalen. Diese Baudenkmäler sind in der Denkmalliste der Gemeinde Roetgen eingetragen; Grundlage für die Aufnahme ist das Denkmalschutzgesetz Nordrhein-Westfalen (DSchG NRW).

| Bild                        | Bezeichnung                 | Lage                                     | Beschreibung | Bauzeit             | Eingetragen seit   | Denkmal- nummer |
| --------------------------- | --------------------------- | ---------------------------------------- | --- | ------------------- | ------------------ | --------------- |
|                             |                             | Rott Bergstraße 30                       | 2-geschossiges Haus | 1. Hälfte 19. Jh.   | 13. November 1985  | 1               |
|                             |                             | Rott Bergstraße 37                       | 2-geschossiges, traufständiges Bruchsteinhaus | 1. Hälfte 19. Jh.   | 13. November 1985  | 2               |
|                             |                             | Rott Bergstraße 47                       | 2-geschossiges Buchstein-Traufhaus. Linker Trakt des Doppelhauses | 1. Hälfte 19. Jh.   | 13. November 1985  | 3               |
|                             |                             | Rott Bergstraße 51                       | 2-geschossiges Buchstein-Traufhaus | 1. Hälfte 19. Jh.   |                    |                 |
|                             |                             | Rott Bergstraße/Quirinusstraße           | Ehrenmal sowie Pumpstation | 1927                | 13. November 1985  | 4               |
|                             |                             | Rott Quirinusstraße 15–17                | 2-geschossiges Bruchsteintraufhaus | 1. Hälfte 19. Jh.   | 13. November 1985  | 5               |
|                             |                             | Rott Quirinusstraße 23                   | 2-geschossiges, 5-achsiges Bruchstein-Traufhaus | 1727                | 13. November 1985  | 6               |
| weitere Bilder              | St. Antonius-Kirche         | Rott Quirinusstraße 16 Karte             | kath. Pfarrkirche | um 1840             | 13. November 1985  | 7 Wikidata      |
| Pfarrhaus St. Antonius      | Pfarrhaus St. Antonius      | Rott Quirinusstraße 16 Karte             | Pfarrhaus | um 1840             | 13. November 1985  | 7               |
|                             |                             | Mulartshütte Zweifaller Straße           | Hohes dreiteiliges Missionskreuz aus Blaustein, das an die Volksmissionen im 17. und 18. Jh. erinnert. Anfangs aus Holz angefertigt wurde es zunächst 1908 durch ein erstes steinernes Kreuz ersetzt, das wegen Materialermüdung 1987 nochmals erneuert werden musste. Anlage ist großräumig von einem schmiedeeisernen Geländer umgeben. Inschrift auf dem Postament: „Mein Jesus Barmherzigkeit. Errichtet 1908.“ | 1908                | 8. November 1985   | 8               |
|                             |                             | Rott Quirinusstraße 32                   | 2-geschossiges, teilunterkellertes Bruchsteinhaus | 18./19. Jh.         | 13. November 1985  | 9               |
|                             |                             | Rott Quirinusstraße 36                   | 2-geschossiges Bruchsteinhaus |                     | 30. Oktober 1985   | 10              |
|                             |                             | Rott Quirinusstraße 38                   | Gebäude | 18./19. Jh.         | 30. Oktober 1985   | 11              |
|                             |                             | Roetgen Lammerskreuzstraße 14–16         | Winkelhofanlage | 18. Jh.             | 25. Juli 1988      | 12              |
|                             |                             | Rott Quirinusstraße 72                   | 2-geschossiges Wohnhaus | 19. Jh.             | 13. November 1985  | 13              |
|                             |                             | Roetgen Postweg 10                       | Hofanlage und Bruchsteingehöft | Mitte 19. Jh.       | 30. Oktober 1985   | 14              |
|                             |                             | Roetgen Postweg 10a                      | Hofanlage und Bruchsteingehöft | Mitte 19. Jh.       | 30. Oktober 1985   |                 |
|                             |                             | Roetgen Offermannstraße 22               | 2-geschossiges Fachwerkgebäude | Mitte 19. Jh.       | 30. Oktober 1985   | 15              |
| weitere Bilder              | ev. Pfarrhaus               | Roetgen Rosentalstraße 6                 | Pfarrhaus | 18. Jh.             | 30. Oktober 1985   | 16              |
|                             |                             | Mulartshütte Hahner Straße 4             | Gebäude | 17./18. Jh.         | 13. November 1985  | 18              |
|                             |                             | Mulartshütte Hahner Straße 6             | 2-geschossiges Wohn-Stall-Haus | 1696                | 30. Oktober 1985   | 17              |
|                             |                             | Mulartshütte Hahner Straße 2a            | bedeutsames Gebäude | !7./18. Jh.         | 13. November 1985  | 19              |
| ehem. Poststation           | ehem. Poststation           | Roetgen Postweg 8b                       | Poststation | Anfang 19. Jh.      | 30. Oktober 1985   | 20              |
| ehem. Poststation           | ehem. Poststation           | Roetgen Postweg 8                        | Poststation | Anfang 19. Jh.      | 30. Oktober 1985   | 21              |
| ehem. Poststation           | ehem. Poststation           | Roetgen Postweg 8a                       | Poststation | 1. Hälfte 19. Jh.   | 30. Oktober 1985   | 22              |
|                             |                             | Mulartshütte Zweifaller Straße 35        | 2-geschossiges Bruchsteingebäude | 1880                | 30. Oktober 1985   | 23              |
|                             |                             | Mulartshütte Zweifaller Straße 37        | 2-geschossiges Bruchsteingebäude | 1880                | 30. Oktober 1985   | 24              |
|                             |                             | Mulartshütte Hahner Straße 2             | Jägerhaus | 18. Jh.             | 30. Oktober 1985   | 25              |
|                             |                             | Roetgen Keusgasse 9                      | Fachwerk-Winkelgehöft | 2. Hälfte 17. Jh.   | 30. Oktober 1985   | 26              |
| Charliers-Mühle             | Charliers-Mühle             | Roetgen Mühlenstraße 41                  | 3-geschossiges Giebelhaus | 1768/1840           | 30. Oktober 1985   | 27              |
| weitere Bilder              | Marienkapelle               | Roetgen Hauptstraße 99                   | oktogonale Bruchsteinkapelle | 1660/1860           | 25. August 1986    | 28              |
|                             |                             | Roetgen Hauptstraße 103                  | 2-geschossige Winkelhofanlage | 2. Hälfte 19. Jh.   | 8. Juli 1986       | 29              |
| Evangelische Kirche Roetgen | Evangelische Kirche Roetgen | Roetgen Rosentalstraße 8                 | evangelische Kirche | 2. Hälfte 18. Jh.   | 20. Oktober 1986   | 30              |
|                             |                             | Mulartshütte Zweifaller Straße 12        | 2-geschossiges Wohn-Stall-Haus | 1692                | 16. Januar 1986    | 31              |
|                             |                             | Roetgen Kalfstraße 4                     | Winkelhofanlage | 2. Hälfte 18. Jh.   | 16. Januar 1986    | 32              |
|                             |                             | Roetgen Bundesstraße                     | Preußischer Meilenstein |                     | 29. Januar 1987    | 33              |
|                             |                             | Mulartshütte Hahner Straße 35            | 4-flügelige Hofanlage | 18./19. Jh.         | 16. Januar 1986    | 34              |
|                             |                             | Roetgen Hauptstraße 89                   | ehemaliger Wirtschaftsflügel des Hofes Hauptstraße 83–87 | 2. Hälfte 19. Jh.   | 29. Januar 1987    | 35              |
|                             |                             | Roetgen Bundesstraße 15                  | 2-geschossiges, 6-achsiges Backsteinhaus |                     | 29. Januar 1987    | 36              |
|                             |                             | Roetgen Wilhelmstraße 13                 | 2-geschossiges, Wohn-Stall-Haus | 2. Hälfte 18. Jh.   | 7. April 1987      | 37              |
|                             |                             | Roetgen Rommelweg 2                      | 2-geschossiges Wohn-Stall-Haus | 17./18. Jh.         | 7. April 1987      | 39              |
|                             |                             | Roetgen Hauptstraße 83–87                | giebelständige Winkelhofanlage | 18./19. Jh.         | 29. Januar 1987    | 40              |
|                             |                             | Roetgen Bundesstraße 16                  | 2-geschossiges, 5-achsiges Backsteinhaus | 1850                | 7. April 1987      | 41              |
|                             |                             | Münsterbildchen Münsterbildchen 10       | Blausteinkreuz mit einem reliefartig herausgearbeiteten Christuskorpus, darunter ein kleiner Sockel im Stile eines Brunnens für eine Kerzenlampe. Das Kreuz wurde aus der dortigen ländlichen Tradition begründet als Schutzkreuz für einen sich dahinter befindenden öffentlichen Brunnen aufgestellt | 1818                | 7. April 1987      | 42              |
|                             |                             | Roetgen Hauptstraße 69                   | 2-geschossiges, giebelständiges Wohn-Stall-Haus | Ende 18. Jh.        | 7. April 1987      | 43              |
|                             |                             | Roetgen Hauptstraße                      | Bildstock an der seitlichen Grundstücksmauer der Pfarrkirche St. Hubertus. Einer von drei der erhalten gebliebenen ehemaligen Sieben Fußfälle im Ort. Ursprünglicher Standort war unterhalb der Marienkapelle und wurde 1916 zur Pfarrkirche versetzt. Ein Chronogramm in der Inschrift im halbrunden Kopfstein belegt das Entstehungsjahr. In der Figurennische hinter einer verzierten Gittertür ein reliefartig herausgearbeitetes Jesusbild auf einem Sockel mit der Inschrift: „O du mein Volk, was tat ich Dir?“[5] Inschrift Kopfstein: „honorI XtI eVCharistICI heC statio ponItVr a VenerabILI pastore MarIano sVCCersorIbVs ChristIanI woLter“                                                                 | 1744                | 7. April 1987      | 44              |
| weitere Bilder              | St. Hubertus                | Roetgen Hauptstraße 66                   | 3-schiffige Bruchstein-Hallenkirche sowie Höhenmarke der preuß. Landesaufnahme aus dem Jahr 1895 | 1854–1856           | 7. April 1987      | 45 Wikidata     |
|                             |                             | Roetgen Hauptstraße/Lammerskreuzstraße   | Ehemaliges Grabkreuz, auch „Wiedevennkreuz“ genannt nach dem dortigen Flurnamen, war einst Teil eines abgerissenen Stationshäuschens. Erhielt im Jahr 2020 eine umfassende Restauration. Inschrift 1: „Wir erinnern an das Stationshäuschen ‚auf dem Wiedevenn‘, das schon im 18. Jh. hier auf einem Hügel stand. Nur dieses Grabkreuz blieb erhalten.“ Inschrift 2: „AO 1864, den 23. August ist des ehrsamen Tillmann Kreitz seine Frau Catharina Emunds zu Gott entschlafen. G.T.D.S.“ | 1864                | 7. April 1987      | 46              |
|                             |                             | Roetgen Lammerskreuzstraße 4             | 2-geschossiges Wohn-Stall-Haus aus Fachwerk | Anfang 19. Jh.      | 7. April 1987      | 47              |
|                             |                             | Roetgen Hauptstraße 3                    | 2-geschossiges, giebelständiges Wohn-Stall-Haus | 18./19. Jh.         | 7. April 1987      | 48              |
|                             |                             | Roetgen Keusgasse 13–15                  | 2-geschossige Winkelhofanlage | 18. Jh.             | 13. Oktober 1987   | 49              |
|                             |                             | Rott Roetgener Straße                    | altes Sandsteinkreuz am Ortseingang von Rott, Ecke Birksiefenweg; Inschrift nur rudimentär lesbar, reliefartig herausgearbeitetes Dreieinigkeitszeichen und eines Totenschädels | 1860                | 13. Oktober 1987   | 50              |
|                             |                             | Roetgen Hauptstraße 101                  | 2-geschossiges, langgestrecktes Fachwerkhaus | 18. Jh.             | 7. April 1987      | 51              |
|                             |                             | Rott Quirinusstraße 43                   | Kindergarten, ehemalige Schule, erbaut um 1880, Erweiterung um 1930 | 1880/1930           | 13. Oktober 1987   | 52              |
|                             |                             | Roetgen Bundesstraße 5                   | 1-geschossige Winkelhofanlage aus dem 18. Jh., Umbauten in 1920/1930 | 18. Jh.             | 13. Oktober 1987   | 53              |
|                             |                             | Roetgen Wintergrünstraße 10              | Winkelhofanlage | 2. Hälfte 19. Jh.   | 13. Oktober 1987   | 54              |
|                             |                             | Roetgen Bundesstraße 65                  | 2-geschossiges Wohn-Stall-Haus aus Fachwerk | um 1850             | 13. Oktober 1987   | 55              |
|                             |                             | Mulartshütte Zweifaller Straße 23        | 2-geschossiges, giebelständiges Bruchsteinhaus | 1. Hälfte 19. Jh.   | 30. November 1987  | 56              |
|                             |                             | Mulartshütte Zweifaller Straße 39        | 2-geschossiges Bruchsteinhaus | 1883                | 30. November 1987  | 57              |
|                             |                             | Mulartshütte Zweifaller Straße 25        | 2-geschossiges Bruchsteinhaus | Mitte 19. Jh.       | 30. November 1987  | 58              |
|                             |                             | Rott Quirinusstraße 27                   | 2-geschossiges, giebelständiges Fachwerkhaus | 18. Jh.             | 30. November 1987  | 59              |
|                             |                             | Mulartshütte Zweifaller Straße 19        | 2-geschossiges Bruchsteinhaus | um 1880             | 30. November 1987  | 60              |
|                             |                             | Rott Bergstraße 49                       | 2-geschossiges, traufständiges Bruchsteinhaus, rechter Trakt des Doppelhauses | 1. Hälfte 19. Jh.   | 30. November 1987  | 61              |
|                             |                             | Roetgen Vogelsangstraße 12               | Winkelhofanlage aus Fachwerk, linksseitig giebelständiger Wirtschaftsvorbau | 18. Jh.             | 13. Juli 1988      | 62              |
|                             |                             | Rott Quirinusstraße 22                   | Außenhaut des 2-geschossigen, 5-achsigen Bruchsteinbaues |                     | 23. Februar 1988   | 63              |
|                             |                             | Mulartshütte Zweifaller Straße 16        | giebelständiges Wirtschaftsgebäude | 18./19. Jh.         | 7. Juni 1988       | 64              |
|                             |                             | Roetgen Keusgasse 7                      | giebelständiges Wohn-Stall-Haus aus Fachwerk | 1. Hälfte 19. Jh.   | 4. Juli 1988       | 65              |
|                             |                             | Rott Quirinusstraße 18                   | 2-geschossiges, 5-achsiges Bruchsteinhaus | Mitte 19. Jh.       | 28. Juli 1988      | 66              |
|                             |                             | Rott Quirinusstraße 9                    | 2-geschossiges, 7-achsiges Bruchsteinhaus | 1887                | 20. September 1988 | 67              |
|                             |                             | Mulartshütte Zweifaller Straße 7         | 2-geschossige Winkelhof-Anlage | Mitte 19. Jh.       | 20. September 1988 | 68              |
|                             |                             | Roetgen Hauptstraße 1                    | 2-geschossiges, giebelständiges Wohn-Stall-Haus | 1. Hälfte 18. Jh.   | 7. Dezember 1988   | 69              |
| Westwall                    | Westwall                    | Roetgen Hauptstraße                      | Westwall-Höckerlinie westlich der Dreilägerbachtalsperre | 20. Jh.             | 10. Oktober 2003   | 70              |
|                             |                             | Roetgen Rommelweg 46                     | Kleiner Bildstock gegenüber Rommelweg 46 aus gehauenem Blaustein mit rechteckiger Nische, darin eine kleine flache Steinplatte mit einem reliefartig herausgearbeitetes Motiv der Mutter Maria mit ihrem Jesuskind. Einer von drei der sieben erhalten gebliebenen ehemaligen Sieben Fußfälle im Ort. Inschrift auf dem oben abgerundetem Kopfstein: „ANNO 1748 DEN ZI MAY HAT DER EHRSAME TILLMANN KÖNIG UND SEINE EHEFRAU CATHARINA STALEWERK HABEN DIESE STATION ZU EHREN GOTTES LASEN ERRICHTEN.“ | 1748                | 20. April 1989     | 71              |
|                             |                             | Roetgen Schwerzfelder Straße 88a         | Winkelhofanlage; errichtet auf Veranlassung von Oberst Freiherr von Ketteler, Amtmann in Diensten der Brandenburgischen Herrschaft unter Markgraf Johann Sigismund | 18. Jh.             | 21. November 1994  | 72              |
|                             |                             | Roetgen Hauptstraße                      | Schmaler Bildstock am „Geeßetempel“ aus Bruchsteinen mit Dreiecksgiebel innerhalb einer gepflegten Grünanlage mit Treppenaufgang und Sitzbank, gesamte Anlage 2022 grundsaniert. Einer von drei der erhalten gebliebenen ehemaligen Sieben Fußfälle im Ort. Im oberen Teil des Bildstocks eine Dreiecksnische über einer Schieferplatte als Sohlbank, darin eine Marienfigur mit Rosenkranzkette. Unter der Nische befindet sich an der Vorderwand eine Platte mit Resten eines ehemals umfangreicheren Mosaikbildes des Bildhauers Hermann Pier (1925–1984) aus Mulartshütte, das einst Maria und Maria Magdalena mit dem Leichnam von Jesus zeigte, von dem nunmehr nur noch Ausschnitte des Leichnams erkennbar sind. |                     | 20. April 1989     | 73              |
|                             |                             | Rott Lammersdorfer Straße 62             | Forstdienstgehöft |                     | 15. Januar 2002    | 74              |
|                             |                             | Rott Quirinusstraße 36                   | Massiver leicht konkav gewölbter steinerner Prozessionsaltar für die Fronleichnamsprozession. Das ins rustikale Mauerwerk integrierte Kreuz besteht aus drei Steinquadern, wobei der Querriegel des Kreuzes auf dem Mauerabschluss ruht. | Anfang 1950er-Jahre | 13. November 1985  | 75              |
|                             |                             | Roetgen Hauptstraße 95                   | Schulgebäude und Kindergarten | 2. Hälfte 19. Jh.   | 13. Oktober 1987   | 76              |
|                             |                             | Rott Quirinusstraße/Lammersdorfer Straße | Schmaler Bildstock aus Bruchsteinen mit Giebeldach, im oberen Bereich Rundbogennische über einer Sohlbank aus Blaustein, darin die Figur des heiligen Pankratius |                     | 13. Oktober 1987   | 77              |
|                             |                             | Roetgen L238                             | PAK-Garage der ehemaligen Westwallanlage | 20. Jh.             | 21. Juli 1999      | 78              |
|                             |                             | Rott Giersberg                           | Kreuzwegstationen mit Giersbergkapelle | 1950                | 31. Oktober 2015   |                 |